# Elecciones presidenciales de Brasil de 1914
La elección presidencial de Brasil de 1914 se realizó el 1 de marzo para los cargos de presidente y vicepresidente en los veinte estados de la época y el distrito federal de Río de Janeiro. Resultó vencedor Venceslau Brás Pereira Gomes.

## Resultados
| Elección presidencial       | Elección presidencial | Elección presidencial | Elección a vicepresidente | Elección a vicepresidente | Elección a vicepresidente |
| Candidato                   | Votos                 | Porcentaje            | Candidato                 | Votos                     | Porcentaje                |
| --------------------------- | --------------------- | --------------------- | ------------------------- | ------------------------- | ------------------------- |
| Venceslau Brás              | 532 107               | 91,58%                | Urbano Santos             | 556 127                   | 96,21%                    |
| Ruy Barbosa                 | 47 782                | 8,22%                 | Alfredo Ellis             | 18 580                    | 3,21%                     |
| José Gomes Pinheiro Machado | 222                   | 0,03%                 | José Joaquim Seabra       | 926                       | 0,16%                     |
| Otros                       | 889                   | 0,15%                 | Otros                     | 2405                      | 0,42%                     |
| Votos nominales             | Votos nominales       | 581 000               | Votos nominales           | Votos nominales           | 578 038                   |
| Votos blancos/nulos         | Votos blancos/nulos   | 9000                  | Votos blancos/nulos       | Votos blancos/nulos       | 11 962                    |
| Total                       | Total                 | 590 000               | Total                     | Total                     | 590 000                   |